# Sông Đào (Nghệ An)
Sông Đào là tên của một số con sông nhân tạo tại tỉnh Nghệ An, Việt Nam. Đây đều là những công trình thủy lợi được hình thành từ thời Pháp thuộc, lấy nước từ sông Lam để phục vụ tưới tiêu cho các huyện vùng đồng bằng ven biển.
Con sông thứ nhất bắt nguồn từ thị trấn Nam Đàn , chảy sang huyện Hưng Nguyên và chia làm hai nhánh: một nhánh chảy về thành phố Vinh (được gọi là sông Vinh), nhánh còn lại chảy về phía bắc sang địa phận huyện Nghi Lộc và đổ vào sông Cấm. Sông có lưu lượng nước lớn trên 30 m³/s, có chức năng phục vụ tưới tiêu trên 30.000 ha đồng ruộng, phục vụ nước sinh hoạt dân sinh và ngăn lũ cho các địa phương.
Con sông thứ hai thuộc hệ thống thủy lợi Bắc Nghệ An, được xây dựng vào những năm 1930. Sông bắt nguồn từ xã Tràng Sơn, huyện Đô Lương , gần thị trấn Đô Lương; tại đây có hệ thống đập Bara Đô Lương dài hơn 340 m, có nhiệm vụ ngăn dòng chảy sông Lam, làm nước dâng cao 10 m so với mực nước biển, sau đó đổ vào sông Đào phục vụ tưới tiêu cho gần 29.000 ha đất nông nghiệp và tạo nguồn cấp nước cho công nghiệp, nước sinh hoạt cho 4 huyện: Đô Lương, Yên Thành, Diễn Châu, Quỳnh Lưu và thị xã Hoàng Mai. Theo thiết kế, trung bình lưu lượng nước đổ về sông Đào đạt 30 m³/s.